# Dostoevskaja
Dostoevskaja (in russo: Достоевская) è una stazione della metropolitana di Mosca situata sulla Linea Ljublinsko-Dmitrovskaja, la linea 10 della Metropolitana di Mosca. È stata inaugurata il 19 giugno 2010.